# عبد المطلب الأمين
عبد المطلب محسن عبد الكريم الأمين (1915 - 1974) شاعر وصحفي ودبلوماسي سوري‌ من أصل لبناني. ولد في دمشق حيث كان والده الفقيه محسن الأمين مقيمًا فيها، ودرس فيها. تلقى تعليمه الابتدائي والثانوي والجامعي في دمشق، حيث تخرج في كلية الحقوق بها. عُيّن مدرسًا للغة العربية في دار المعلمين الريفية ببغداد، ثم عُيّن قائمًا بأعمال السفارة السورية في موسكو، ثم نقل إلى السفارة السورية ببغداد، ثم إلى الإدارة المركزية في دمشق، وقد فُصل من وظيفته على إثر قصيدة رافضة لانقلاب مارس 1949. انتقل إلى لبنان فعُيّن قاضيًا لمحكمة أميون، ثم عمل محاميًا في محاكم الكويت، وبعد مدة عاد إلى بيروت التي أقام بها حتى وفاته..

## سيرته
ولد عبد المطلب بن محسن بن عبد الكريم الأمين العاملي سنة 1915 م/ 1334 هـ في دمشق حيث كان والده الفقيه مقيمًا فيها، ودرس فيها. تخرّج في جامعتها مجازاًا في الحقوق فأتقن الفرنسية والإنكليزية والروسيّة إلى جانب تضلّعه في العربية. عمل مدرّسًا في بغداد بين عام 1945 - 1947. ثم عمل في وزارة الخارجية السورية وكلّف بمهام دبلوماسيّة ممثلًا لسوريا في سفاراتها في عدّة عواصم. ثم عمل في السلك القضائي ولم يلبث أن أُعفي. ثم انتقل إلى الكويت ليعمل محاميًا في محاكمها منذ بداية عام 1964 حتى نهاية عام 1966. ثم عاد إلى دمشق في 1967 وعمل في وكالة الأنباء السورية.

أدمن الخمرة، و«لم تفارقه كؤوسها حتى أصيب بتشمّع في الكبد» أودى بحياته في عام 1974 م / 1393 هـ في بيروت  ودفن في بلدته شقراء في جبل عامل جنوب لبنان..

كان عضوًا لهيئة القضاء في لبنان، وعضوًا بنقابة المحامين بها.

## شعره
ذكره عبد العزيز البابطين في معجمع وقال عنه «شعره سؤال يتجدد ويتلون ويتشكل في صور مختلفة وسياقات نفسية طريفة، تطوف به حول الغاية والمآل. يميل إلى التأمل في تصاريف الزمن. يعذبه شقاء الإنسان على هذه الأرض، ويقلقه مصيره المحتوم. محب لبلاده، كثير التغني بها، إلى جانب انشغاله بقضايا أمته العربية. له كثير من المراثي. مجدد في لغته وصوره وخياله، يمتاز بطول نفسه الشعري، وعلى الرغم من محافظته على الشكل التقليدي للقصيد العربي، إلا أنه كان يميل إلى التجديد على مستوى الصورة والاستبطان النفسي.»

## مؤلفاته
- شعر عبد المطلب الأمين، هو مجموع يضم بعض قصائده نشر بعد وفاته
- قصة الإنسان: منذ ظهور الإنسان الأول إلى الحضارة البدائية وما بعدها، تأليف كارلتوكون، ترجمة بالاشتراك مع محمد توفيق حسن